# Скриточуб сірощокий
Скриточу́б сірощокий (Phylloscopus poliogenys) — вид горобцеподібних птахів родини вівчарикових (Phylloscopidae). Мешкає в Гімалаях і Південно-Східній Азії. Раніше цей вид відносили до роду Скриточуб (Seicercus), однак за результатами молекулярно-філогенетичного дослідження, опублікованого у 2018 році, його було переведено до роду Вівчарик (Phylloscopus).

## Опис

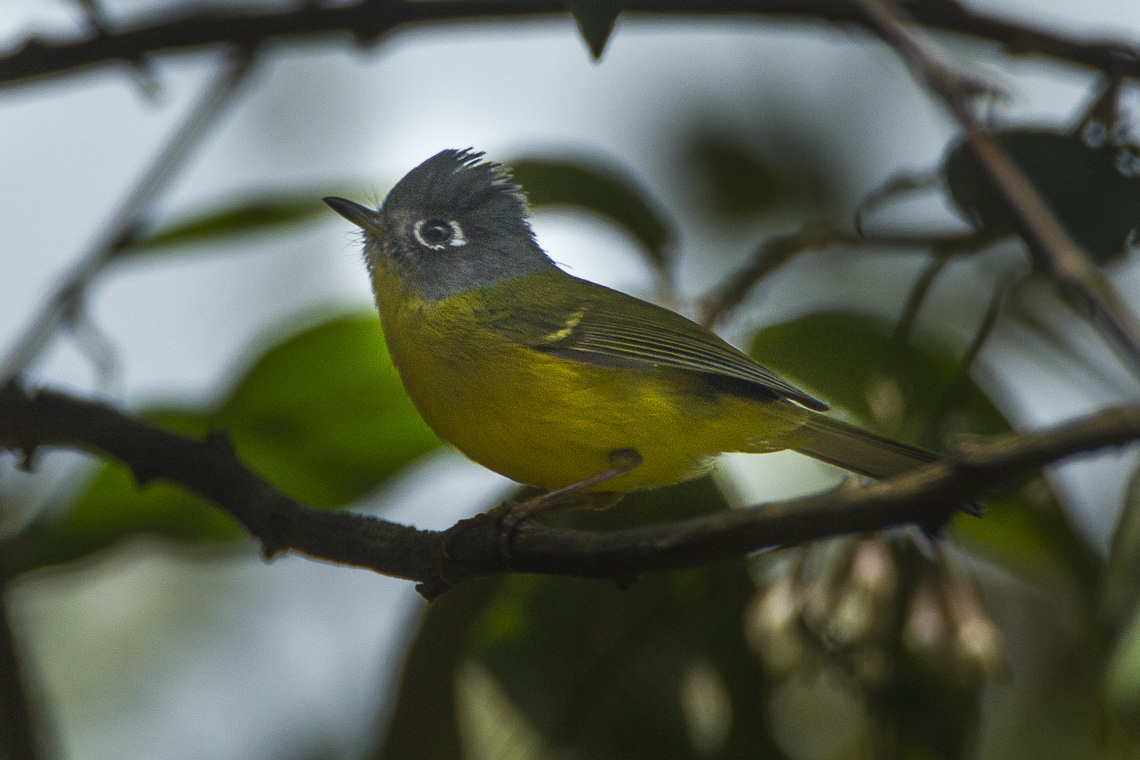
Сірощокий скриточуб

Довжина птаха становить 10-11 см. Верхня частина тіла оливково-зелена, нижня частина тіла жовта. Голова сіра, над очима темні "брови", навколо очей білі кільця. Щоки сірі, підборіддя біле.

## Поширення і екологія
Сірощокі скриточуби мешкають в Індії, Непалі, Бутані, М'янмі, Китаї, Таїланді, В'єтнамі і Лаосі. Вони живуть в густому чагарниковому і бамбуковому підліску гірських лісів. Живляться комахами.